# Carlos Hoenen
Carlos Hoenen foi um fotógrafo alemão do século XIX, ativo na cidade de São Paulo entre 1875 e 1885, à frente do estúdio “Photographia Allemã”, localizado na Rua do Carmo. Seu estúdio realizava retratos, ampliações, fotopinturas, e comercializava álbuns e material fotográfico. Hoenen também dava aulas em seu estúdio a fotógrafos profissionais e aspirantes.

## Biografia
A primeira notícia de Carlos Hoenen é de 19 de maio de 1875, quando chegou no Rio de Janeiro embarcado no paquete “Ceará”, vindo dos “portos do Norte” do Brasil. Vinham no mesmo navio Isidor Flach, que viria a ser seu sócio, acompanhado de um homem escravizado não identificado. No Rio de Janeiro firmou contrato com Flach para “um estabelecimento de photographia” com capital de oito contos de réis; o contrato foi arquivado no Tribunal do Comércio do Rio de Janeiro e a sociedade denominada “Carlos Hoenen e Companhia”.
Do Rio, partiu para o porto de Santos em 31 de maio de 1875 no vapor “Conde D’Eu”, acompanhado de Isidor, que manteria a sociedade com Hoenen até 1879. Em 1.o de setembro do mesmo ano Hoenen inaugura a “Photographia Allemã”, localizada na Rua do Carmo, 74 (atual Roberto Simonsen), no centro de São Paulo. O estúdio esteve sob a administração de Carlos Hoenen até 1885, quando vendeu o estúdio e passou o ponto a Rodolpho Neuhaus, seu ajudante no estúdio.
Foi casado com Maria Ermelinda Schritzmeyer, com quem teve dois filhos: Paulo Hoenen, falecido de meningite com um ano, em 1884, e Carlos Hoenen.

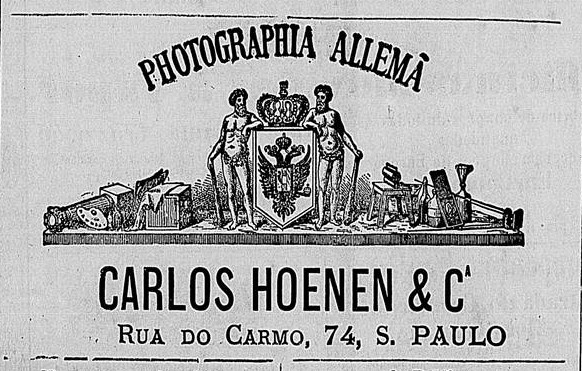
Anúncio do "Photographia Allemã" publicado no Correio Paulistano em 1877.

## Photographia Allemã
A “Photographia Allemã” oferecia uma gama de serviços, realizando ampliações, fotopinturas, e “retratos de tamanho natural, em busto, grupos de todo o tamanho, vistas campestres, cartões, etc.”, utilizando “systemas os mais aperfeiçoados da Europa”, acondicionados em uma diversidade de invólucros, conforme constava nos anúncios, que ofereciam aos clientes um “lindo e variado sortimento de álbuns com capa de veludo marchetado de madrepérola, couro da Rússia com gravuras sobre vidro, e muitos outros gostos”; as chapas fotográficas tiradas no estúdio eram também armazenadas para reproduções futuras.
A variedade de processos técnicos e de acabamentos oferecidos indica para o historiador Boris Kossoy uma tentativa da valorização da fotografia enquanto objeto de arte. Reforça essa percepção a prática dos estúdios fotográficos do século XIX de expor seus trabalhos nas vitrines de outros estabelecimentos comerciais, como fez Carlos Hoenen ao expor as fotografias de seu estúdio na Livraria Garraux.
Em 1877 foi contratado para o estúdio o pintor austríaco Ferdinand Piereck, responsável pela policromia das fotopinturas, a óleo e aquarela. Piereck provavelmente foi o responsável pela execução de uma pintura sobre ampliação fotográfica feita em 1878 para o teto do Grande Hotel da Rua São Bento, de propriedade de Frederico Glette e Vítor Nothmann.
Em 1883, Carlos Hoenen retornou de uma viagem de estudos à Europa, quando passa a anunciar o processo fotográfico de chapas secas, chamados na época de “emulsion gelatine ou chapas instantâneas”, uma importante inovação do período, tendo reduzido o tempo de exposição, permitindo “...obter um retrato perfeito da mais irrequieta criança, de pessoas nervosas, etc.”.
A “Photographia Allemã” também teve grande importância para a difusão da fotografia na Província de São Paulo, comercializando materiais e equipamentos fotográficos, e oferecendo aulas aos profissionais e aspirantes a fotógrafos do interior paulista.

#### Alberto Henschel
A existência do “Photographia Allemã” em São Paulo impediu o fotógrafo Alberto Henschel de abrir um estúdio com esse mesmo nome em São Paulo, como já havia feito em Recife, Salvador e Rio de Janeiro. Assim, Henschel deu a seu estúdio paulistano, aberto em 1882, o nome de “Photographia Imperial”.